# SS-Obersturmbannführer
SS-Obersturmbannführer (dobesedno SS-Višji jurišni bataljonski vodja; hierarhično prevedeno podpolkovnik; okrajšava Ostubaf.) je bil drugi najnižji častniški čin v skupini višjih častnikov v paravojaški organizaciji Schutzstaffel (v obdobju 1939-45) in z njo povezanimi službami oz. organizacijami (Gestapo, Sicherheitsdienst (SD), Allgemeine-SS (A-SS), Waffen-SS (W-SS),...).
Ustrezal je činu podpolkovnika (Oberstleutnant) v Wehrmachtu. Nadrejen je činu SS-Sturmbannführerja ter podrejen činu SS-Standartenführerja.

## Oznake
Oznaka čina SS-Obersturmbannführerja je bila na voljo v treh oblikah:
- naramenska epoleta: prepletena epoleta (aluminijasta vrvica na črni podlagi) z eno zvezdo (epoleta je bila obrobljena z barvasto vrvico, pri čemer se je barva razlikovala glede na rod oz. službo);
- ovratna oznaka: štiri zvezde z dvema trakovoma, medtem ko sta bila na desnem ovratnem našitku dve Sig runi in
- oznaka za kamuflažno uniformo: dva traka, nad katerima sta dva para dveh hrastovih listov in dveh žirov (zelena oznaka na črni podlagi je bila pritrjena na nadlaht levega rokava).

Galerija
- Naramenska oznaka
- Ovratni oznaki
- Kamuflažna oznaka